# Красная Батарея
Кра́сная Батаре́я — хутор в Крымском районе Краснодарского края.
Входит в состав Кеслеровского сельского поселения.

## Население
| 1999 | 2002 | 2010 |
| ---- | ---- | ---- |
| 752  | ↘751 | ↗812 |

## Улицы
| - ул. Комсомольская, - ул. Ленина, - пер. Ленинский, - ул. Маяковского, | - ул. Мира, - ул. Озёрная, - ул. Октябрьская. |

## Археология
Вокруг хутора имеются курганные группы, которые являются памятником истории и культуры регионального значения:
- «Красная батарея-1» (2 км к юго-востоку от хутора),
- «Красная батарея-2» (3 насыпи; 0,4 км к юго-востоку от хутора),
- «Красная батарея-3» (4 насыпи; окраина хутора)[4].